# Sasserotte
Sasserotte est un hameau de la commune belge de Theux située en Région wallonne dans la province de Liège. Avant la fusion des communes de 1977, le hameau faisait déjà partie de la commune de Theux.

## Situation
Sasserotte se situe sur le versant nord et la rive droite de la Hoëgne à 500 m de Sassor, à 3 km du centre de Theux et à 1,5 km du château de Franchimont.

## Description
Petit hameau ardennais assez concentré, Sasserotte est principalement composé de fermettes bâties en moellons de grès. Certaines sont toujours occupées par des exploitations agricoles.